# Partia Jedności (Liberia)
Partia Jedności (ang. Unity Party) – rządząca liberyjska partia polityczna założona w 1984 roku przez dra Edwarda Kesselly'ego. Po raz pierwszy brała udział w wyborach powszechnych w październiku 1985 roku, przeciwko ówczesnemu prezydentowi Samuelowi Doe'mu. Od tamtego czasu aktywnie udziela się w politycznym życiu kraju.